# 去学校化社会
《去学校化社会》（Deschooling Society）出版于1971年，是奥地利哲学家伊万·伊里奇（Ivan Illich）对现代经济条件下教育的批判性论述。这本书使其引起公众注意。书中举例说明了制度化教育的无效性，提出了自我指导的教育，由流动的非正式安排中的社会关系支持。
通过学校普及教育是不可行的。如果尝试通过建立现有学校风格的替代机构，也不会更加可行。既没有教师对学生的新态度，也没有教育硬件或软件 (在教室或卧室) 的激增，还没有最终试图扩大教师的责任，直到它吞没学生的一生，从事普及教育。目前对新的教育 "漏斗" 的搜索必须反其道而行之：教育 "网络"增加了每个人将自己生活的每一个时刻转化为学习、分享和关怀的机会。我们希望为那些对教育进行这种反因素研究的人 – 以及那些寻求替代者，贡献所需要的概念。
最后一句清楚地表明了标题的含义—教育的制度化被认为是使社会制度化的，而去制度化教育的想法可能是去制度化社会的起点。